# Robert B. Talisse
Robert B. Talisse (1970-) é um filósofo e teórico político americano especializado em filosofia política contemporânea, com particular interesse em teoria da democracia e liberalismo.  Atualmente é professor e presidente do departamento de filosofia na Universidade Vanderbilt. Talisse possui mestrado e doutorado em filosofia pela Universidade de Nova York.